# Leo Breiman
Leo Breiman (Nova Iorque, 27 de janeiro de 1928 — Berkeley, Califórnia, 5 de julho de 2005) foi um estatístico estadunidense.
Leo Breiman foi um estatístico distinguido na Universidade da Califórnia em Berkeley. Foi membro da Academia Nacional de Ciências dos Estados Unidos.
O trabalho de Breiman foi uma ponte entre a estatística e a ciência da computação, particularmente no campo da aprendizagem de máquina. Suas contribuições mais importantes foram seus trabalhos sobre árvores de classificação e regressão e conjuntos de ajuste de árvores para amostras bootstrapping.